# Ivan Sabolić
Ivan Sabolić (Peteranec, 24. kolovoza 1921. – Zagreb, 25. lipnja 1986.), akademski kipar, redovni profesor i dekan Akademije likovnih umjetnosti u Zagrebu, a od 1975. godine voditelj Majstorske radionice.
Rođen je u Peterancu u obitelji samoukog kipara i graditelja violina uz kojeg je izradio prve radove u glini, među kojima su portreti oca, majke i djeda najstariji sačuvani radovi. Ivan Sabolić je pripadnik poslijeratne generacije kipara koji su sredinom 20. stoljeća tragali za izlazom iz strogih okvira socrealizma i angažirane umjetnosti, pri čemu je Sabolić sintezom i svođenjem oblika na znak i čistu geometrijsku razinu ostao vjeran Podravini i tradiciji hrvatske skulpture. Bio je redoviti član HAZU.
Izradio je: spomenik palim borcima u Rovinju, spomenik palim borcima u Koprivnici, spomenik "Tri pesnice" (Tri šake) na Bubnju, brdu kod Niša., biste sestara Baković (Rajka Baković i Zdenka) (Prolaz sestara Baković u Zagrebu), spomenik u spomen na Husinsku bunu i poginule rudare.